# Rhopiella hirsuta
Rhopiella hirsuta is een zeester uit de familie Echinasteridae.
De wetenschappelijke naam van de soort werd in 1920 gepubliceerd door René Koehler.